# Charles William Pearce
Charles William Pearce (Salisbury, 5 de desembre de 1856 - 2 de desembre de 1928) fou un musicòleg i compositor anglès. S'educà en la seva ciutat natal i a Londres. Organista de l'església de Sant Martí de Salisbury (1871); de la de Sant Lluc, de Middlesex (1871); de la de Sant Climent, d'Eastcheap, des de 1885; doctor en música (1884), professor del Trinity College of Music (1882), examinador per a graus musicals en la Universitat de Cambridge (1888-91), en la de Londres (1901-04), en la Victòria, de Manchester (1905-07), en la Durham (1911-13), degà de la facultat de música de la Universitat de Londres (1908-12), etc. Va publicar: Trinity College Text Books of Musical Knowledge, Modern Academic Conterpoint, Student's Conterpoint, Composer's Conterpoint, etc. Va compondre música d'església, cantates, antífones, música per a orgue, cançons, etc.